# Sociale zekerheidsinstelling
Sociale zekerheidsinstellingen zijn de instellingen die in Nederland zorg dragen voor het uitvoeren van de sociale-zekerheidswetten, zoals de WW, WAO en Ziektewet. De voornaamste instelling is het UWV dat zich met arbeidsbemiddeling bezighoudt en de uitvoering van de WW, de Ziektewet, de WAO en het begeleiden van arbeidsongeschikten naar een nieuwe baan.
Het beleid voor de uitvoering van de sociale-zekerheidswetten wordt gemaakt door het Ministerie van sociale zaken & werkgelegenheid.